# Kunapipi
Kunapipi, reso anche come Gunabibi ("utero"), è una dea madre e patrona di molti eroi della mitologia aborigena australiana, così nota nella regione a ovest del fiume Roper.

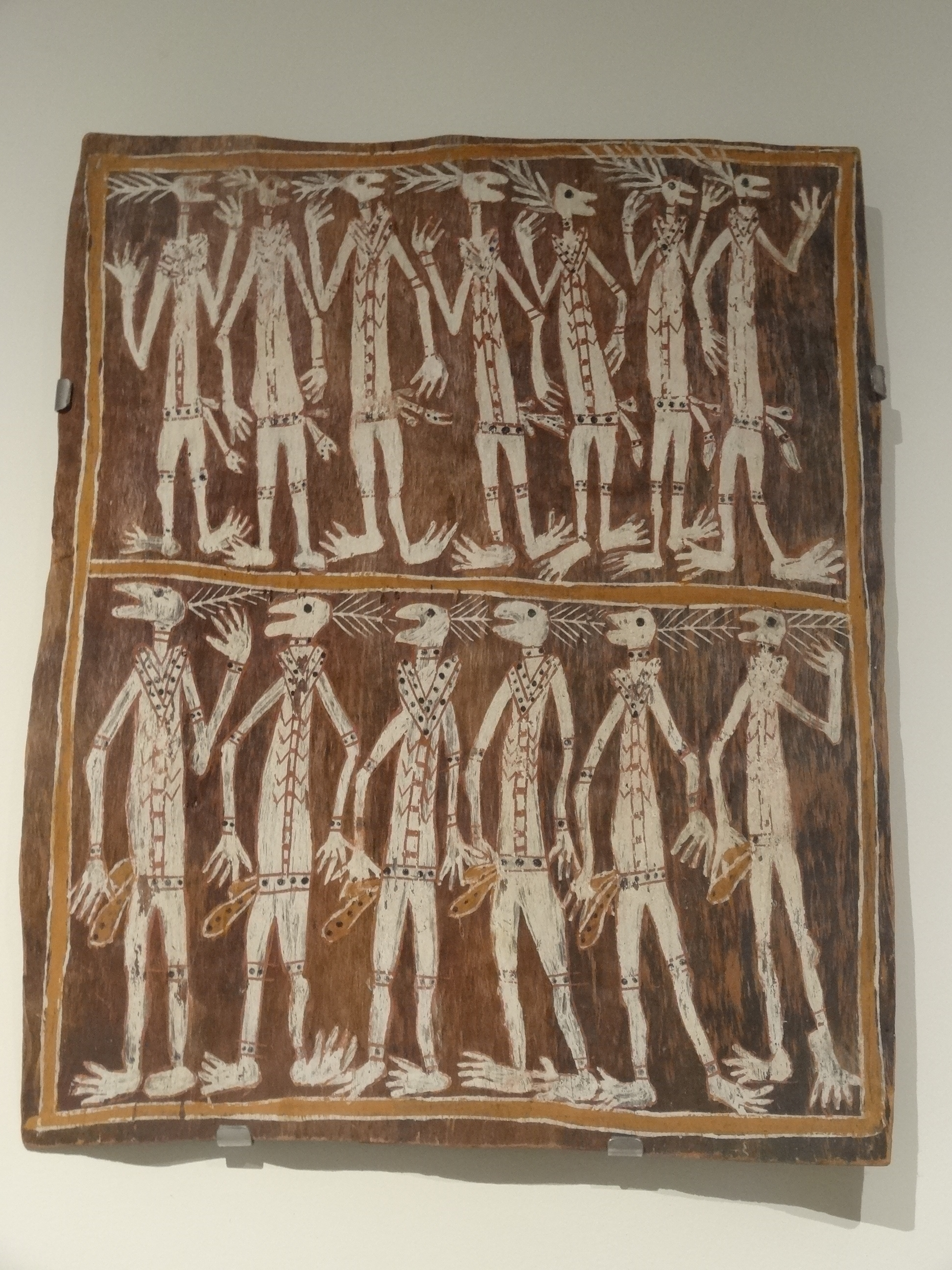
Danza della fertilità Kunapipi, Museu de Cultures del Món, Barcellona

## Mito
Kunapipi diede vita agli esseri umani, così come alla maggior parte di animali e piante. Prima essere spirituale vago e ozioso, l'Anziana (Gadjeri o Gadjari o Kadjeri) emerse poi dalle acque e viaggiò per la terra con un gruppo di eroi ed eroine, e durante il periodo ancestrale generò uomini e donne e creò le specie naturali. Poteva trasformarsi in una versione maschile o femminile del Serpente Arcobaleno. In altre interpretazioni, la Madre era la consorte del Serpente Arcobaleno o del Fulmine. In una versione, Kunapipi è una figura (maschile o femminile) che porta in una cesta spiriti di bambini, responsabile di un cruento rito di iniziazione alla base dell'organizzazione sociale degli autoctoni.

## Origine e diffusione
Il culto di Kunapipi sembra essere sorto tra le tribù che vivevano nelle aree dei fiumi Roper e Rose. Nella versione del popolo alawa, si racconta che sia emersa dalle acque. Si ritiene che, a partire da lì, il culto si sia gradualmente diffuso verso nord-est fino alla terra di Arnhem, dove esisteva sotto forma di figura maschile complementare di Djanggawul, una figura femminile. Secondo Swain, le tradizioni legate a Kunapipi, soprattutto riguardo alle sue origini settentrionali, riflettono l'impatto delle influenze sulawesi/macassar, attraverso i contatti con i mercanti di trepang, ed eventualmente il culto pre-islamico della madre del riso, sopravvissuto fino in epoca moderna tra i toraja e i bugis.
Kunapipi è anche il nome di un complesso rito di fecondità, lungo da settimane a mesi e comprensivo di danze, pantomime e canti, nonché l'uso di sangue vivo.